# 十一音節詩
十一音節詩・詩句・詩行（じゅういちおんせつ-し・しく・しぎょう）は詩形だが、異なる2つのものがある。
1. Endecasillabo（イタリア語）/Hendecasyllable（英語） - ダンテ『神曲』などイタリア詩に多く使われる詩形。
2. Hendecasyllabi（ラテン語）/Hendecasyllabic（英語） - カトゥルスの使った韻律。

## Endecasillabo
Endecasillabo は、10番目の音節に最後の強勢（アクセント）を持つことによって定義される。よく起こることだが、この強勢で音節がこぼれて、詩行は文字通り「11の音節」を持つことになる。
最もよく使われるのは次の2つである。
- 6番目と10番目の音節に強勢を置く構成（6a-10a）

Nel mezzo del cammin di nostra vita
（ダンテ『神曲』地獄篇1.1）
| 1   | 2   | 3  | 4   | 5   | 6   | 7  | 8   | 9   | 10 | 11 |
| Nel | mez | zo | del | cam | min | di | nos | tra | vi | ta |

- 4番目、7番目、10番目の音節に強勢を置く構成（4a-7a-10a）

ch’io mi sia tardi al soccorso levata
（ダンテ『神曲』地獄篇II.65）
| 1     | 2  | 3   | 4  | 5   | 6    | 7 | 8   | 9   | 10 | 11 |
| ch’io | mi | sia | ta | rdi | socc | o | rso | lev | a  | ta |

イタリアの古典詩の多くはEndecasillaboで作られている。たとえば、ダンテ、ペトラルカ、ルドヴィーコ・アリオスト、トルクァート・タッソの主要作品がそうである。しかし、押韻構成は様々である、テルツァ・リーマからオッターヴァ・リーマに、ソネットからカンツォーネに、1800年以降の詩では、Endecasillaboは厳格な体系を持たず、押韻もあるかないかだった。ジャコモ・レオパルディの『カンティ』がその好例で、この「Endecasillabi sciolti（自由十一音節詩）」は英語詩のブランクヴァースに似たものである。
イタリア語詩におけるEndecasillaboに相当するものは、英語詩では弱強五歩格、フランス語詩ではアレクサンドランである。
英語詩でのEndecasillaboには、ジョン・キーツの『エンディミオン（Endymion）』がある。冒頭の「A thing of beauty is a joy for ever」でいえば、「ever」が11番目の音節になる。

## Hendecasyllabi
カトゥルスの使ったHendecasyllabiは、強勢ではなく、韻脚の音量、つまり母音の長短によるもので、毎行11の音節を繰り返すリズム・パターンを持っている。（「-」は長音節、「u」は短音節）
- - / - u u / - u / - u / - u（スポンデイオス/ダクテュロス/トロカイオス/トロカイオス/トロカイオス）
最初の音節はスポンデイオス（- -）が常だが、時にはイアンボス（u  -）になることもある。最後の音節がスポンデイオスになることもある。
サッポー詩体では、次のパターンになる。
- u / - u / - u u / - u / - - 
2番目の音節はスポンデイオスになることもある。
英語詩では音節の長短はなく、アクセントの強弱になるが、アルフレッド・テニスンやアルジャーノン・チャールズ・スウィンバーンがこの詩形で詩を書いた。次のテニスンの詩は、さらに音節の長短も維持している。
O you chorus of indolent reviewers,
Irresponsible, indolent reviewers,
Look, I come to the test, a tiny poem
All composed in a metre of Catullus...
（テニスン『Hendecasyllabics』）

### Endecasillabo
- Raffaele Spongano, Nozioni ed esempi di metrica italiana, Bologna, R. Pàtron, 1966
- Angelo Marchese, Dizionario di retorica e di stilistica, Milano, Mondadori, 1978
- Mario Pazzaglia, Manuale di metrica italiana, Firenze, Sansoni, 1990